# Alpiner Skieuropacup 2024/25
Die Saison 2024/25 des Alpinen Skieuropacups begann am 23. November 2024 für die Männer in Levi (Finnland) bzw. am 2. Dezember für die Frauen in Zinal (Schweiz) und endete am 23. März 2025 in Oppdal (Norwegen).

## Cupwertungen

### Gesamt
| Rang | Athlet                  | Punkte |
| ---- | ----------------------- | ------ |
| 1    | Oscar Andreas Sandvik   | 968    |
| 2    | Lenz Hächler            | 895    |
| 3    | Alban Elezi Cannaferina | 718    |
| 4    | Felix Hacker            | 610    |
| 5    | Alessio Miggiano        | 533    |

| Rang | Athletin           | Punkte |
| ---- | ------------------ | ------ |
| 1    | Nadine Fest        | 985    |
| 2    | Victoria Olivier   | 864    |
| 3    | Janine Schmitt     | 653    |
| 4    | Carmen Spielberger | 589    |
| 4    | Marion Chevrier    | 589    |

### Abfahrt
| Rang | Athlet             | Punkte |
| ---- | ------------------ | ------ |
| 1    | Livio Hiltbrand    | 366    |
| 2    | Alessio Miggiano   | 357    |
| 3    | Felix Hacker       | 350    |
| 4    | Gael Zulauf        | 349    |
| 5    | Christophe Torrent | 304    |

| Rang | Athletin           | Punkte |
| ---- | ------------------ | ------ |
| 1    | Nadine Fest        | 360    |
| 2    | Carmen Spielberger | 320    |
| 3    | Victoria Olivier   | 215    |
| 4    | Sara Allemand      | 136    |
| 4    | Leonie Zegg        | 136    |

### Super-G
| Rang | Athletin                | Punkte |
| ---- | ----------------------- | ------ |
| 1    | Vincent Wieser          | 364    |
| 2    | Marco Abbruzzese        | 353    |
| 3    | Andreas Ploier          | 347    |
| 4    | Alban Elezi Cannaferina | 300    |
| 5    | Lenz Hächler            | 290    |

| Rang | Athletin        | Punkte |
| ---- | --------------- | ------ |
| 1    | Nadine Fest     | 605    |
| 2    | Stefanie Grob   | 405    |
| 3    | Sara Allemand   | 352    |
| 4    | Janine Schmitt  | 346    |
| 5    | Magdalena Egger | 338    |

### Riesenslalom
| Rang | Athlet                  | Punkte |
| ---- | ----------------------- | ------ |
| 1    | Lenz Hächler            | 485    |
| 2    | Eirik Hystad Solberg    | 329    |
| 3    | Oscar Andreas Sandvik   | 325    |
| 4    | Alban Elezi Cannaferina | 323    |
| 5    | Guerlain Favre          | 261    |

| Rang | Athletin         | Punkte |
| ---- | ---------------- | ------ |
| 1    | Nina Astner      | 408    |
| 2    | Vanessa Kasper   | 372    |
| 3    | Hilma Lövblom    | 362    |
| 4    | Victoria Olivier | 317    |
| 5    | Selina Egloff    | 315    |

### Slalom
| Rang | Athlet                | Punkte |
| ---- | --------------------- | ------ |
| 1    | Oscar Andreas Sandvik | 589    |
| 2    | Simon Rueland         | 494    |
| 3    | Jesper Pohjolainen    | 335    |
| 4    | Antoine Azzolin       | 325    |
| 5    | Hans Grahl-Madsen     | 317    |

| Rang | Athletin        | Punkte |
| ---- | --------------- | ------ |
| 1    | Marion Chevrier | 626    |
| 2    | Eliane Christen | 424    |
| 3    | Aline Danioth   | 343    |
| 4    | Lisa Hörhager   | 259    |
| 5    | Anuk Brändli    | 255    |

## Podestplatzierungen Herren

### Abfahrt
| Datum             | Ort                  | 1. Platz                           | 2. Platz                           | 3. Platz                           | Führender Disziplinenwertung |
| ----------------- | -------------------- | ---------------------------------- | ---------------------------------- | ---------------------------------- | ---------------------------- |
| 11. Dezember 2024 | Santa Caterina (ITA) | Felix Hacker                       | Nejc Naraločnik                    | Nicolò Molinelli                   | Felix Hacker                 |
| 12. Dezember 2024 | Santa Caterina (ITA) | Felix Hacker                       | Max Perathoner                     | Livio Hiltbrand                    | Felix Hacker                 |
| 16. Januar 2025   | Pass Thurn (AUT)     | Alessio Miggiano                   | Gael Zulauf                        | Max Perathoner                     | Felix Hacker                 |
| 17. Januar 2025   | Pass Thurn (AUT)     | Felix Hacker                       | Vincent Wieser                     | Gael Zulauf                        | Felix Hacker                 |
| 30. Januar 2025   | Orcières (FRA)       | Matteo Haas                        | Rok Ažnoh                          | Philipp Kälin                      | Felix Hacker                 |
| 31. Januar 2025   | Orcières (FRA)       | Livio Hiltbrand                    | Ken Caillot                        | Gael Zulauf                        | Felix Hacker                 |
| 12. Februar 2025  | Crans-Montana (SUI)  | Livio Hiltbrand                    | Sandro Manser                      | Gael Zulauf                        | Felix Hacker                 |
| 12. Februar 2025  | Crans-Montana (SUI)  | Christophe Torrent                 | Nicolo Molteni                     | Marco Kohler                       | Livio Hiltbrand              |
| 16. März 2025     | Kvitfjell (NOR)      | Rennen abgesagt, kein Ersatzrennen | Rennen abgesagt, kein Ersatzrennen | Rennen abgesagt, kein Ersatzrennen | Livio Hiltbrand              |

### Super-G
| Datum             | Ort                  | 1. Platz                                                      | 2. Platz                                                      | 3. Platz                                                      | Führender Disziplinenwertung |
| ----------------- | -------------------- | ------------------------------------------------------------- | ------------------------------------------------------------- | ------------------------------------------------------------- | ---------------------------- |
| 13. Dezember 2024 | Santa Caterina (ITA) | Vincent Wieser                                                | Felix Hacker                                                  | Benjamin Jacques Alliod                                       | Vincent Wieser               |
| 10. Januar 2025   | Wengen (SUI)         | Rennen abgesagt, Ersatzrennen am 13. Januar am Pass Thurn     | Rennen abgesagt, Ersatzrennen am 13. Januar am Pass Thurn     | Rennen abgesagt, Ersatzrennen am 13. Januar am Pass Thurn     | Vincent Wieser               |
| 11. Januar 2025   | Wengen (SUI)         | Rennen abgesagt, Ersatzrennen am 10. Februar in Crans Montana | Rennen abgesagt, Ersatzrennen am 10. Februar in Crans Montana | Rennen abgesagt, Ersatzrennen am 10. Februar in Crans Montana | Vincent Wieser               |
| 13. Januar 2025   | Pass Thurn (AUT)     | Raphael Lessard                                               | Felix Hacker                                                  | Emanuele Buzzi Vincent Wieser                                 | Vincent Wieser Felix Hacker  |
| 20. Januar 2025   | Reiteralm (AUT)      | Felix Hacker                                                  | Marco Abbruzzese                                              | Alban Elezi Cannaferina                                       | Felix Hacker                 |
| 21. Januar 2025   | Reiteralm (AUT)      | Alban Elezi Cannaferina                                       | Rasmus Windingstad                                            | Eric Wyler                                                    | Felix Hacker                 |
| 1. Februar 2025   | Orcières (FRA)       | Maximilian Schwarz                                            | Christophe Torrent                                            | Rok Ažnoh                                                     | Felix Hacker                 |
| 10. Februar 2025  | Crans-Montana (SUI)  | Manuel Traninger                                              | Andreas Ploier                                                | Marco Kohler                                                  | Felix Hacker                 |
| 21. Februar 2025  | Bjelašnica (BIH)     | Andreas Ploier                                                | Luis Tritscher                                                | Lenz Hächler                                                  | Felix Hacker                 |
| 22. Februar 2025  | Bjelašnica (BIH)     | Marco Abbruzzese                                              | Lenz Hächler                                                  | Andreas Ploier                                                | Marco Abbruzzese             |
| 17. März 2025     | Kvitfjell (NOR)      | Lenz Hächler                                                  | Stefan Rieser                                                 | Vincent Wieser                                                | Vincent Wieser               |

### Riesenslalom
| Datum             | Ort                 | 1. Platz                                                       | 2. Platz                                                       | 3. Platz                                                       | Führender Disziplinenwertung |
| ----------------- | ------------------- | -------------------------------------------------------------- | -------------------------------------------------------------- | -------------------------------------------------------------- | ---------------------------- |
| 5. Dezember 2024  | Zinal (SUI)         | Lenz Hächler                                                   | Flavio Vitale                                                  | Aleix Aubert Serracanta                                        | Lenz Hächler                 |
| 6. Dezember 2024  | Zinal (SUI)         | Lenz Hächler                                                   | Flavio Vitale                                                  | Alban Elezi Cannaferina                                        | Lenz Hächler                 |
| 19. Dezember 2024 | Valloire (FRA)      | Rennen abgesagt, Ersatzrennen am 19. Dezember in Berchtesgaden | Rennen abgesagt, Ersatzrennen am 19. Dezember in Berchtesgaden | Rennen abgesagt, Ersatzrennen am 19. Dezember in Berchtesgaden | Lenz Hächler                 |
| 20. Dezember 2024 | Valloire (FRA)      | Rennen abgesagt, Ersatzrennen am 21. Dezember in Berchtesgaden | Rennen abgesagt, Ersatzrennen am 21. Dezember in Berchtesgaden | Rennen abgesagt, Ersatzrennen am 21. Dezember in Berchtesgaden | Lenz Hächler                 |
| 19. Dezember 2024 | Berchtesgaden (GER) | Rennen abgesagt, Ersatzrennen am 11. März in Ål                | Rennen abgesagt, Ersatzrennen am 11. März in Ål                | Rennen abgesagt, Ersatzrennen am 11. März in Ål                | Lenz Hächler                 |
| 21. Dezember 2024 | Berchtesgaden (GER) | Rennen abgesagt, Ersatzrennen am 12. März in Ål                | Rennen abgesagt, Ersatzrennen am 12. März in Ål                | Rennen abgesagt, Ersatzrennen am 12. März in Ål                | Lenz Hächler                 |
| 24. Januar 2025   | Turnau (AUT)        | Andrej Drukarov                                                | Anton Grammel                                                  | Rasmus Bakkevig Simon Talacci                                  | Lenz Hächler                 |
| 25. Januar 2025   | Turnau (AUT)        | Rasmus Bakkevig                                                | Mattias Rönngren                                               | Guerlain Favre                                                 | Lenz Hächler                 |
| 3. Februar 2025   | Soldeu (AND)        | Eirik Hystad Solberg                                           | Mattias Rönngren                                               | Loévan Parand                                                  | Lenz Hächler                 |
| 4. Februar 2025   | Soldeu (AND)        | Eirik Hystad Solberg                                           | Alban Elezi Cannaferina                                        | Mattias Rönngren                                               | Mattias Rönngren             |
| 11. März 2025     | Ål (NOR)            | Alban Elezi Cannaferina                                        | Lenz Hächler                                                   | Flavio Vitale                                                  | Lenz Hächler                 |
| 12. März 2025     | Ål (NOR)            | Lenz Hächler                                                   | Oscar Andreas Sandvik                                          | Alban Elezi Cannaferina                                        | Lenz Hächler                 |
| 22. März 2025     | Oppdal (NOR)        | Oscar Andreas Sandvik                                          | Lenz Hächler                                                   | Rasmus Bakkevig                                                | Lenz Hächler                 |

1. ↑  Der erste Durchgang fand am 5. Dezember 2024 statt.

### Slalom
| Datum             | Ort                 | 1. Platz              | 2. Platz                                 | 3. Platz              | Führender Disziplinenwertung |
| ----------------- | ------------------- | --------------------- | ---------------------------------------- | --------------------- | ---------------------------- |
| 23. November 2024 | Levi (FIN)          | Tommaso Saccardi      | Mikkel Remsøy                            | Simon Rueland         | Tommaso Saccardi             |
| 24. November 2024 | Levi (FIN)          | Oscar Andreas Sandvik | Matthias Iten                            | Mikkel Remsøy         | Mikkel Remsøy                |
| 15. Dezember 2024 | Val di Fassa (ITA)  | Gustav Wissting       | Oscar Andreas Sandvik Jesper Pohjolainen | —                     | Oscar Andreas Sandvik        |
| 16. Dezember 2024 | Obereggen (ITA)     | Antoine Azzolin       | Jesper Pohjolainen                       | Oscar Andreas Sandvik | Oscar Andreas Sandvik        |
| 19. Januar 2025   | Berchtesgaden (GER) | Matteo Canins         | Corrado Barbera                          | Auguste Aulnette      | Oscar Andreas Sandvik        |
| 6. Februar 2025   | Baqueira (ESP)      | Simon Rueland         | Matteo Canins                            | Oscar Andreas Sandvik | Oscar Andreas Sandvik        |
| 7. Februar 2025   | Baqueira (ESP)      | Oscar Andreas Sandvik | Oscar Heine                              | Simon Rueland         | Oscar Andreas Sandvik        |
| 19. März 2025     | Norefjell (NOR)     | Simon Rueland         | Theodor Brækken                          | Fabian Ax Swartz      | Oscar Andreas Sandvik        |
| 20. März 2025     | Norefjell (NOR)     | Hans Grahl-Madsen     | Oscar Andreas Sandvik                    | Theodor Brækken       | Oscar Andreas Sandvik        |
| 23. März 2025     | Oppdal (NOR)        | Simon Rueland         | Oscar Andreas Sandvik                    | William Hansson       | Oscar Andreas Sandvik        |

## Podestplatzierungen Damen

### Abfahrt
| Datum             | Ort               | 1. Platz                                                   | 2. Platz                                                   | 3. Platz                                                   | Führende Disziplinenwertung    |
| ----------------- | ----------------- | ---------------------------------------------------------- | ---------------------------------------------------------- | ---------------------------------------------------------- | ------------------------------ |
| 13. Dezember 2024 | St. Moritz (SUI)  | Nadine Fest                                                | Carmen Spielberger                                         | Janine Schmitt                                             | Nadine Fest                    |
| 13. Dezember 2024 | St. Moritz (SUI)  | Carmen Spielberger                                         | Nadine Fest                                                | Janine Schmitt                                             | Nadine Fest Carmen Spielberger |
| 14. Dezember 2024 | St. Moritz (SUI)  | Rennen auf den 13. Dezember verschoben                     | Rennen auf den 13. Dezember verschoben                     | Rennen auf den 13. Dezember verschoben                     | Nadine Fest Carmen Spielberger |
| 15. Januar 2025   | Zauchensee (AUT)  | Nadine Fest                                                | Carmen Spielberger                                         | Leonie Zegg                                                | Nadine Fest                    |
| 16. Januar 2025   | Zauchensee (AUT)  | Nadine Fest                                                | Victoria Olivier                                           | Carmen Spielberger                                         | Nadine Fest                    |
| 29. Januar 2025   | Tarvisio (ITA)    | Rennen abgesagt, Ersatzrennen am 29. Januar in Selle Nevea | Rennen abgesagt, Ersatzrennen am 29. Januar in Selle Nevea | Rennen abgesagt, Ersatzrennen am 29. Januar in Selle Nevea | Nadine Fest                    |
| 30. Januar 2025   | Tarvisio (ITA)    | Rennen abgesagt, Ersatzrennen am 30. Januar in Selle Nevea | Rennen abgesagt, Ersatzrennen am 30. Januar in Selle Nevea | Rennen abgesagt, Ersatzrennen am 30. Januar in Selle Nevea | Nadine Fest                    |
| 29. Januar 2025   | Sella Nevea (ITA) | Rennen abgesagt, kein Ersatzrennen                         | Rennen abgesagt, kein Ersatzrennen                         | Rennen abgesagt, kein Ersatzrennen                         | Nadine Fest                    |
| 30. Januar 2025   | Sella Nevea (ITA) | Rennen abgesagt, kein Ersatzrennen                         | Rennen abgesagt, kein Ersatzrennen                         | Rennen abgesagt, kein Ersatzrennen                         | Nadine Fest                    |
| 16. März 2025     | Kvitfjell (NOR)   | Rennen abgesagt, kein Ersatzrennen                         | Rennen abgesagt, kein Ersatzrennen                         | Rennen abgesagt, kein Ersatzrennen                         | Nadine Fest                    |

### Super-G
| Datum             | Ort                | 1. Platz            | 2. Platz           | 3. Platz         | Führende Disziplinenwertung |
| ----------------- | ------------------ | ------------------- | ------------------ | ---------------- | --------------------------- |
| 16. Dezember 2024 | Zinal (SUI)        | Asja Zenere         | Janine Schmitt     | Valérie Grenier  | Asja Zenere                 |
| 17. Dezember 2024 | Zinal (SUI)        | Malorie Blanc       | Asja Zenere        | Sara Allemand    | Asja Zenere                 |
| 17. Januar 2025   | Zauchensee (AUT)   | Nadine Fest         | Sara Allemand      | Clara Direz      | Asja Zenere                 |
| 14. Februar 2025  | Bardonecchia (ITA) | Asja Zenere         | Janine Schmitt     | Stefanie Grob    | Asja Zenere                 |
| 15. Februar 2025  | Bardonecchia (ITA) | Nadine Fest         | Stefanie Grob      | Sara Allemand    | Asja Zenere                 |
| 19. Februar 2025  | Sarntal (ITA)      | Breezy Johnson      | Nadine Fest        | Isabella Wright  | Nadine Fest                 |
| 20. Februar 2025  | Sarntal (ITA)      | Nadine Fest         | Victoria Olivier   | Breezy Johnson   | Nadine Fest                 |
| 8. März 2025      | Kitzbühel (AUT)    | Nadine Fest         | Carmen Spielberger | Victoria Olivier | Nadine Fest                 |
| 9. März 2025      | Kitzbühel (AUT)    | Magdalena Egger     | Victoria Olivier   | Nadine Fest      | Nadine Fest                 |
| 17. März 2025     | Kvitfjell (NOR)    | Elvedina Muzaferija | Sara Thaler        | Magdalena Egger  | Nadine Fest                 |

### Riesenslalom
| Datum            | Ort                     | 1. Platz           | 2. Platz         | 3. Platz         | Führende Disziplinenwertung |
| ---------------- | ----------------------- | ------------------ | ---------------- | ---------------- | --------------------------- |
| 2. Dezember 2024 | Zinal (SUI)             | Viktoria Bürgler   | June Brand       | Janine Schmitt   | Viktoria Bürgler            |
| 3. Dezember 2024 | Zinal (SUI)             | Delphine Darbellay | Jana Fritz       | Lois Abouly      | Delphine Darbellay          |
| 7. Dezember 2024 | Mayrhofen (AUT)         | Victoria Olivier   | Vanessa Kasper   | Katharina Truppe | Delphine Darbellay          |
| 10. Januar 2025  | Puy-Saint-Vincent (FRA) | Nina Astner        | Britt Richardson | Erika Pykäläinen | Victoria Olivier            |
| 11. Januar 2025  | Puy-Saint-Vincent (FRA) | Vanessa Kasper     | Nina Astner      | Fabiana Dorigo   | Victoria Olivier            |
| 9. Februar 2025  | Oberjoch (GER)          | Nina Astner        | Selina Egloff    | Fabiana Dorigo   | Nina Astner                 |
| 10. Februar 2025 | Oberjoch (GER)          | Charlotte Lingg    | Sophie Mathiou   | Hilma Lövblom    | Nina Astner                 |
| 19. März 2025    | Ål (NOR)                | Lara Della Mea     | Hilma Lövblom    | Lisa Nyberg      | Nina Astner                 |
| 20. März 2025    | Ål (NOR)                | Hilma Lövblom      | Lisa Nyberg      | Clara Direz      | Nina Astner                 |
| 23. März 2025    | Oppdal (NOR)            | Lara Della Mea     | Fabiana Dorigo   | Vanessa Kasper   | Nina Astner                 |

### Slalom
| Datum             | Ort                   | 1. Platz                           | 2. Platz                           | 3. Platz                           | Führende Disziplinenwertung |
| ----------------- | --------------------- | ---------------------------------- | ---------------------------------- | ---------------------------------- | --------------------------- |
| 8. Dezember 2024  | Mayrhofen (AUT)       | Rennen abgesagt, kein Ersatzrennen | Rennen abgesagt, kein Ersatzrennen | Rennen abgesagt, kein Ersatzrennen | —                           |
| 19. Dezember 2024 | Ahrntal (ITA)         | Marta Rossetti                     | Marion Chevrier                    | Charlotte Lingg                    | Marta Rossetti              |
| 20. Dezember 2024 | Ahrntal (ITA)         | Estelle Alphand                    | Marion Chevrier                    | Anuk Brändli                       | Marion Chevrier             |
| 7. Januar 2025    | Les Diablerets (SUI)  | Doriane Escané                     | Aline Danioth                      | Caitlin McFarlane                  | Marion Chevrier             |
| 8. Januar 2025    | Les Diablerets (SUI)  | Lisa Hörhager                      | Anuk Brändli                       | Moa Landström                      | Marion Chevrier             |
| 19. Januar 2025   | Zell am See (AUT)     | Eliane Christen                    | Charlotte Lingg                    | Aline Höpli                        | Marion Chevrier             |
| 20. Januar 2025   | Zell am See (AUT)     | Marion Chevrier                    | Eliane Christen                    | Aline Danioth                      | Marion Chevrier             |
| 3. Februar 2025   | Špindlerův Mlýn (CZE) | Eliane Christen                    | Martina Dubovská Marta Rossetti    | —                                  | Marion Chevrier             |
| 4. Februar 2025   | Špindlerův Mlýn (CZE) | Marion Chevrier                    | Eliane Christen                    | Aline Danioth                      | Marion Chevrier             |
| 22. März 2025     | Oppdal (NOR)          | Lisa Hörhager                      | Aline Danioth                      | Selina Egloff                      | Marion Chevrier             |